# Madagaskar op de Olympische Zomerspelen 1968
Madagaskar nam deel aan de Olympische Zomerspelen 1968 in Mexico-Stad, Mexico. Het nam deel met vier sporters, waarbij de wielrenner Solo Razafinarivo uiteindelijk niet in actie kwam.

## Deelnemers en resultaten
(m) = mannen, (v) = vrouwen 

### Atletiek
| Olympiër                   | Discipline       | Resultaat | Prestatie                                                                                                 |
| -------------------------- | ---------------- | --------- | --- |
| Jean-Louis Ravelomanantsoa | 100m (m)         | 8e        | serie 2: 2de in 10,30 kwartfinale 4: 2de in 10,18 (NR) halve finale 2: 4de in 10,26 finale: 8ste in 10,28 |
| Jean-Louis Ravelomanantsoa | 200m (m)         | 39e       | serie 3: 5de in 21,53.                                                                                    |
| Fernand Tovondray          | 110m horden (m)  | 30e       | serie 3: 7de in 15,00                                                                                     |
| Fernand Tovondray          | hoogspringen (m) | 30e       | kwalificatie: 30ste met 2,03m                                                                             |
| Fernand Tovondray          | tienkamp (m)     | DNF       | niet gefinisht                                                                                            |

### Wielersport
| Olympiër          | Discipline       | Resultaat | Prestatie      |
| ----------------- | ---------------- | --------- | -------------- |
| Solo Razafinarivo | wegwedstrijd (m) | DNF       | niet gefinisht |

Afghanistan · Algerije · Amerikaanse Maagdeneilanden · Argentinië · Australië · Bahama's · Barbados · België · Bermuda · Birma · Bolivia · Bondsrepubliek Duitsland · Brazilië · Brits-Honduras · Bulgarije · Canada · Centraal-Afrikaanse Republiek · Ceylon · Chili · Colombia · Congo-Kinshasa · Costa Rica · Cuba · Denemarken · Dominicaanse Republiek · Duitse Democratische Republiek · Ecuador · El Salvador · Ethiopië · Fiji · Filipijnen · Finland · Frankrijk · Ghana · Griekenland · Groot-Brittannië · Guatemala · Guinee · Guyana · Honduras · Hongarije · Hongkong · Ierland · IJsland · India · Indonesië · Irak · Iran · Israël · Italië · Ivoorkust · Jamaica · Japan · Joegoslavië · Kameroen · Kenia · Koeweit · Libanon · Libië · Liechtenstein · Luxemburg · Madagaskar · Maleisië · Mali · Malta · Marokko · Mexico · Monaco · Mongolië · Nederland · Nederlandse Antillen · Nicaragua · Nieuw-Zeeland · Niger · Nigeria · Noorwegen · Oeganda · Oostenrijk · Pakistan · Panama · Paraguay · Peru · Polen · Portugal · Puerto Rico · Roemenië · San Marino · Senegal · Sierra Leone · Singapore · Soedan · Sovjet-Unie · Spanje · Suriname · Syrië · Taiwan · Tanzania · Thailand · Trinidad en Tobago · Tunesië · Turkije · Tsjaad · Tsjecho-Slowakije · Uruguay · Venezuela · Verenigde Arabische Republiek · Verenigde Staten · Vietnam · Zambia · Zuid-Korea · Zweden · Zwitserland